# Course en ligne féminine des juniors aux championnats du monde de cyclisme sur route 2021
La course en ligne féminine des juniors (moins de 19 ans) aux championnats du monde de cyclisme sur route 2021 a lieu le 25 septembre 2021 sur 75 kilomètres avec une arrivée et un départ à Louvain, en Belgique.

## Participants
| Équipes nationales (37)- États-Unis juniors - Pays-Bas juniors - Allemagne juniors - Finlande juniors - France juniors - Grande-Bretagne juniors - Italie juniors - Tchéquie juniors - Russie juniors - Espagne juniors - Suisse juniors - Belgique juniors - Afrique du Sud juniors - Canada juniors - Portugal juniors - Slovaquie juniors - Estonie juniors - Norvège juniors - Suède juniors - Lituanie juniors - Lettonie juniors - Autriche juniors - Salvador juniors - Slovénie juniors - Kazakhstan juniors - Équateur juniors - Pologne juniors - Danemark juniors - Irlande juniors - Bulgarie juniors - Chypre juniors - Costa Rica juniors - Mexique juniors - Ouzbekistan juniors - Colombie juniors - Ukraine juniors - Luxembourg juniors |
| |

## Classement
| \| Classement général \| Classement général \| Classement général \| Classement général \| Classement général \| \| Coureur \| Coureur \| Pays \| Équipe \| Temps \| \| ------------------ \| ------------------ \| ------------------ \| ----------------------- \| ------------------ \| \| 1re \| Zoe Bäckstedt \| Royaume-Uni \| Grande-Bretagne juniors \| 1 h 55 min 33 s \| \| 2e \| Kaia Schmid \| États-Unis \| États-Unis juniors \| + 0 s \| \| 3e \| Linda Riedmann \| Allemagne \| Allemagne juniors \| + 57 s \| \| 4e \| Elise Uijen \| Pays-Bas \| Pays-Bas juniors \| + 57 s \| \| 5e \| Makayla MacPherson \| États-Unis \| États-Unis juniors \| + 57 s \| \| 6e \| Millie Couzens \| Royaume-Uni \| Grande-Bretagne juniors \| + 57 s \| \| 7e \| Marith Vanhove \| Belgique \| Belgique juniors \| + 57 s \| \| 8e \| Églantine Rayer \| France \| France juniors \| + 57 s \| \| 9e \| Eleonora Ciabocco \| Italie \| Italie juniors \| + 57 s \| \| 10e \| Mijntje Geurts \| Pays-Bas \| Pays-Bas juniors \| + 57 s \| |                    |             |                         |                 |
| |                    |             |                         |                 |
| Source : ProCyclingStats |                    |             |                         |                 |
| Classement général |                    |             |                         |                 |
| Coureur | Coureur            | Pays        | Équipe                  | Temps           |
| 1re | Zoe Bäckstedt      | Royaume-Uni | Grande-Bretagne juniors | 1 h 55 min 33 s |
| 2e | Kaia Schmid        | États-Unis  | États-Unis juniors      | + 0 s           |
| 3e | Linda Riedmann     | Allemagne   | Allemagne juniors       | + 57 s          |
| 4e | Elise Uijen        | Pays-Bas    | Pays-Bas juniors        | + 57 s          |
| 5e | Makayla MacPherson | États-Unis  | États-Unis juniors      | + 57 s          |
| 6e | Millie Couzens     | Royaume-Uni | Grande-Bretagne juniors | + 57 s          |
| 7e | Marith Vanhove     | Belgique    | Belgique juniors        | + 57 s          |
| 8e | Églantine Rayer    | France      | France juniors          | + 57 s          |
| 9e | Eleonora Ciabocco  | Italie      | Italie juniors          | + 57 s          |
| 10e | Mijntje Geurts     | Pays-Bas    | Pays-Bas juniors        | + 57 s          |